# Палі (ураган)
Ураган «Палі» (англ. Hurricane Pali) — перший тихоокеанський ураган в історії який сформувався в січні, також перший січневий тихоокеанський ураган, по силі після урагану Екека в 1992 році.
12 січня ураган Палі посилився до урагану категорії  1 за шкалою Саффіра-Сімпсона (SSWHS), вигинаючись на південь. 13 січня Палі досяг свого піку інтенсивності як ураган 2 категорії, з 1-хвилинним максимальним стійким вітром 100 миль/  год (155  км/год) і мінімальним центральним тиском 978 мбар ( гПа ; 28,88 дюйма рт . ст.). Згодом Палі швидко почав слабшати, оскільки шторм зіткнувся з сильнішим зсувом вітру, через кілька годин інтенсивність шторму впала до 1 категорії, а потім того ж дня послабшав у тропічний шторм. 14 січня Палі послабшав до тропічної депресії, а до 15 січня перейшов у залишковий мінімум, оскільки умови ставали все більш ворожими. Пізніше того ж дня залишки Палі розсіялися поблизу того самого місця, де приблизно тиждень тому утворився шторм. Палі утворився та простежився поблизу екватора, утворившись на широті 3,3°N і простягнувшись до 2,3°N як тропічна депресія. Це зробило Палі другим за найнижчою широтою тропічним циклоном у Західній півкулі, що було надзвичайно незвичним явищем, враховуючи несприятливі умови, які зазвичай існують навколо екватора.
Палі мав серйозні наслідки в Кірибаті, коли вантажне судно залишилося на мілині та вбило чотирьох людей, а також спричинив велику прибережну повінь, хоча сума збитків, завданих штормом, не була вказана у звіті острівної держави Всесвітній метеорологічній організації (ВМО).

## Записи

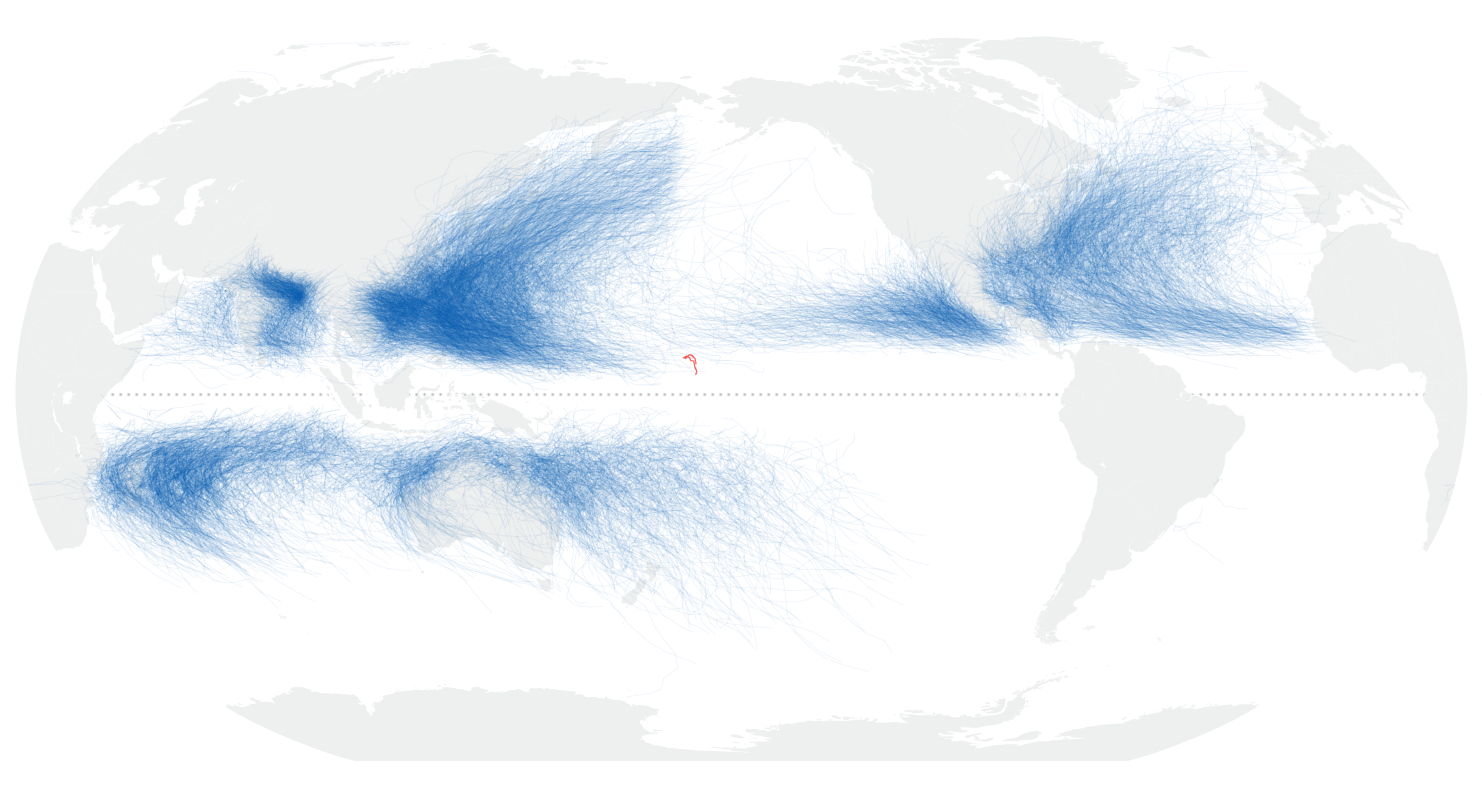
Відстеження урагану Палі (червоним) у порівнянні з іншими тропічними циклонами в базі даних NOAA за період з 1842 по 2015 рік

Згідно з нинішнім визначенням, сезон тихоокеанських ураганів триває з 15 травня по 30 листопада, період, коли тропічні циклони найімовірніше розвиваються в басейні. Іноді системи розвиваються поза цими сезонами, найчастіше в травні або грудні, хоча деякі позасезонні шторми також розвиваються в січні. Активність у січні надзвичайно рідкісна; лише дві системи, крім Палі, були зареєстровані з 1949 року: «Тропічний шторм Вайнона» в 1989 році та «Ураган Екека» в 1992 році, який став великим ураганом 3 категорії. Палі був найранішим тропічним циклоном, зареєстрованим у басейні центральної частини Тихого океану, утворившись 7 січня, випередивши тропічний шторм Вайнона на шість днів. Палі також був найпершим зареєстрованим ураганом у центральній частині Тихого океану, інтенсивність урагану досягла 12 січня, побивши попереднього рекордсмена, ураган Екека, на 19 днів.
Палі також утворився та відслідковувався ближче до екватора, ніж будь-який інший шторм, зареєстрований у тихоокеанському басейні ураганів. Палі став тропічною западиною поблизу 3,3° пн. Протягом останніх днів як тропічний циклон Палі досяг мінімальної широти 2,3°N як тропічна депресія, що робить його другим найнижчим за широтою тропічним циклоном у Західній півкулі, відразу після Тропічної депресії Nine-C , яка досягла мінімальної широти 2,2°N всього за два тижні до цього; жодного іншого тропічного циклону в Національному управлінні океанічних і атмосферних досліджень записи (NOAA) у центральній частині Тихого океану коли-небудь були так близько до екватора, починаючи з 1842 року. Тропічні циклони зазвичай не розвиваються так близько до екватора через силу сили Коріоліса на цих широтах, який занадто слабкий, щоб викликати обертання, необхідне для формування тропічних циклонів. До розсіювання шторму, коли Палі повертався на південь, деякі метеорологи припускали, що Палі міг перетнути екватор у Південну півкулю, враховуючи наявні напрямні течії, що було б надзвичайно рідкісним явищем якби це зробив шторм.
Не пов’язане з Палі, формування урагану Алекс над Північною Атлантикою в середині січня збіглося з розвитком Палі над центральною частиною Тихого океану. Це стало першою одночасною появою січневих тропічних циклонів між цими двома басейнами.

## Метеорологічна історія

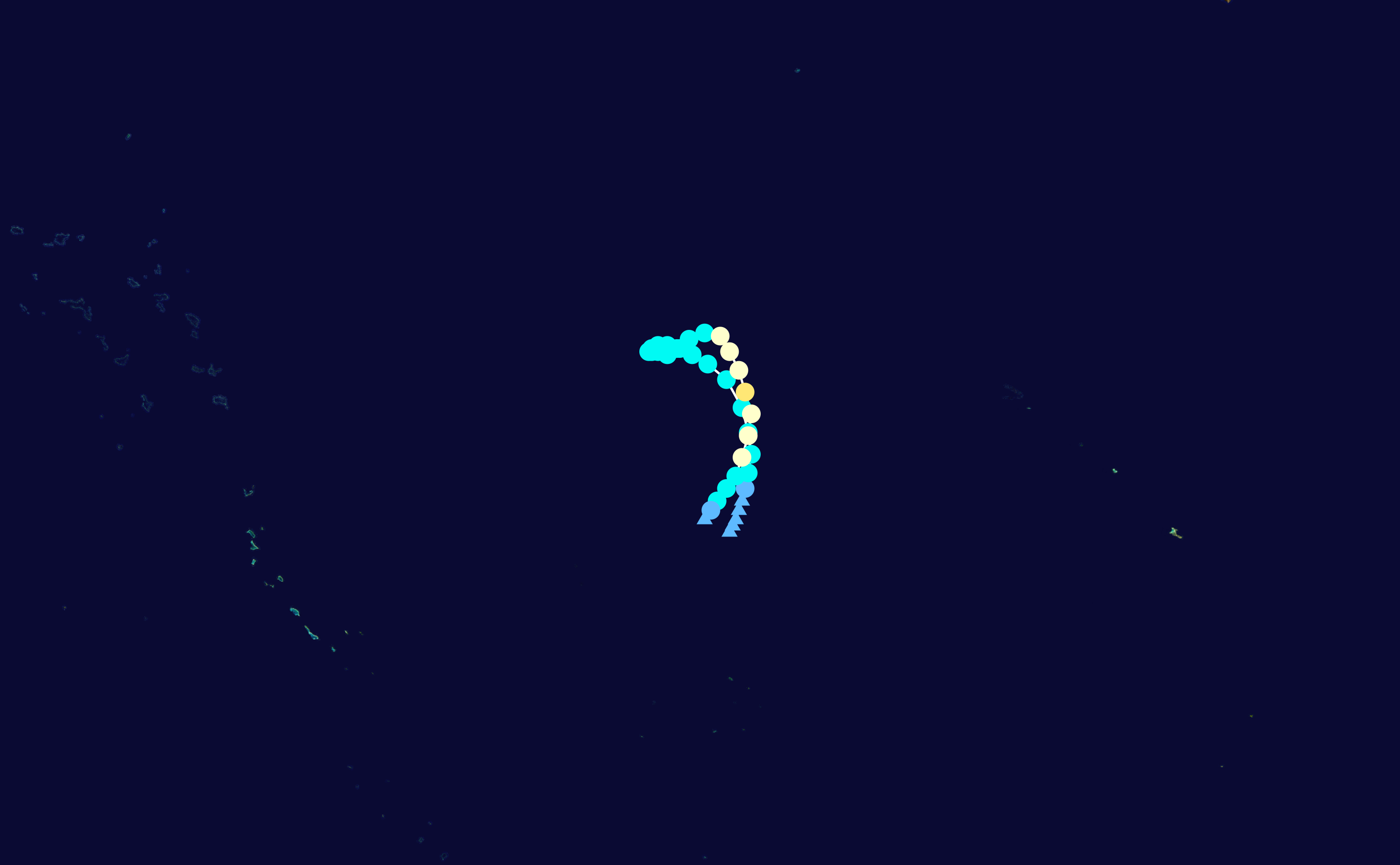
Траєкторія руху і інтенсивності Урагану Палі

Наприкінці грудня 2015 року тривалий і потужний сплеск західного вітру — ознака, яку зазвичай пов’язують із сильними явищами Ель-Ніньйо — спровокував утворення Тропічної депресії Nine-C у центральній частині північної частини Тихого океану разом із її двійником, циклоном Ула у центральна південна частина Тихого океану. Тропічна депресія Nine-C швидко розвіялася до початку 2016 року, залишивши за собою велику вологу територію в екваторіальній частині Тихого океану. Постійний, потужний сплеск західного вітру стимулював циклогенез у стійкій низькій широті, орієнтованій із заходу на схід поверхні, яка охоплювала між 1,0° пн .3,0° північної широти на схід до 155,0° західної довготи, що призвело до формування слабкої області низького тиску 6 січня на надзвичайно низькій широті 1,9° пн.  Збурення виникло в зоні сильного зсуву вітру, через що система не могла швидко організуватися. Зона низького тиску дрейфувала на північ, оскільки субтропічний хребет, що охоплював регіон, був значно послаблений позатратропічним штормом, що пройшов у північній частині Тихого океану. Потім розвинулася глибока конвекція, а також уздовж широкої частини жолоба; однак їй вдалося зосередитися навколо центру. Завдяки надзвичайно високим температурам поверхні моря, оціненим у 29,5 °C (85,1 °F), глибока конвекція посилилася й поступово організувалася навколо центру, і система поступово перетворилася на тропічну депресію до 06:00 UTC 7 січня на широті 3,3° пн.ш. Це стало найранішим утворенням тропічного циклону в центральній частині Тихого океану, перевишивши тропічний шторм «Вайнона» 1989 року на шість днів. Хребет угорі з центром безпосередньо над системою посилив її антициклонічний потік у північному напрямку, сприяючи розвитку глибокої конвекції навколо її центру, і незабаром після цього система посилилася в тропічний шторм, який отримав назву Палі, ставши найранішим тропічним циклоном, зареєстрованим у північно-східній частині Тихого океану.
Палі продовжував посилюватися протягом першої половини 8 січня і майже досяг урагану 1 категорії, при цьому максимальна 1-хвилинна стійкість вітру досягала 70 миль/год (110 км/год), але східний вертикальний зсув вітру, викликаний хребтом угорі, посилився та порушив його центр, в результаті чого шторм почав слабшати та повертатися на північний-захід. Постійне ослаблення тривало до 9 січня, оскільки глибока конвекція Палі була зміщена на захід від центру низької циркуляції та періодично пульсувала, що пізніше призвело до різкого зменшення інтенсивності шторму. До кінця того дня Палі ледве зберіг силу тропічного шторму, 1-хвилинний тривалий вітер шторму досягав 40 миль/год (65 км/год). Відсутність постійної глибокої конвекції призвело до того, що система Палі була слабшою, але це дозволило шторму бути більш стійким до зсуву східного вітру, внаслідок чого його рух вперед значно зменшився. Хребет високого тиску ослаб і відступив на південь 10 січня, що спричинило поступове зменшення вертикального зсуву вітру. Згодом Палі знову почав посилюватись із стійкою глибокою конвекцією, яка відновлювалася поблизу його центру та в межах західного квадранта шторму. Ця зміна кермових течій також змусила Палі повільно повернути на схід. Палі майже повністю зупинився за цей час. 11 січня хребет високого тиску перемістився прямо над Палі, що призвело до відновлення потоку у південному напрямку над штормом і остаточного розвитку південно-західного потоку вгорі, що дозволило конвекції шторму повільно збільшити охоплення та організацію в усіх квадрантах, а також встановлення руху на північний схід. О 00:00 UTC 12 січня легкий вертикальний зсув вітру та висока температура поверхні моря дозволили Палі посилитися до урагану 1 категорії, ставши найранішим ураганом в історії на північному сході Тихого океану, побивши попередній рекорд, встановлений ураганом Екека у 1992 році на 19 днів. Приблизно в той же час шторм почав вигинатися на південний-схід, оскільки на півночі розвивався глибокий хребет. Шторм також показав чітке око до 18:00 UTC того дня. Палі продовжував зміцнюватися, рухаючись на південь, і на початку 13 січня Палі досяг свого піку інтенсивності як ураган 2 категорії, з максимальною 1-хвилинною тривалістю вітру 100 миль/год (155 км/год) і мінімальним центральним тиском 978 мілібар (28,9 дюйма рт. ст.).
Протягом наступних кількох днів Палі швидко слабшав, повертаючись на південь-південний захід, через постійне посилення південного вертикального зсуву вітру та втрату сили Коріоліса. Тенденція до ослаблення шторму почалася 13 січня та прискорилася наступного дня, коли Палі повернувся до місця, де він утворився. Око шторму стало нерозрізним до 06:00 UTC 13 січня, оскільки система продовжувала слабшати.  Вертикальний зсув вітру перевищив 25 миль/год (40 км/год) до початку 14 січня. Подальше погіршення організації глибокої конвекції шторму спричинило пониження рівня Палі до залишкового мінімуму ввечері 14 січня, причому систему було ледь помітно. на поверхні, де він провів усе своє життя і центр шторму розвіявся до 00:00 UTC 15 січня. Однак залишки Палі продовжували зберігатися деякий час, перш ніж розсіятися пізніше того ж дня. Палі завершив широку та петлясту доріжку, розсіюючись приблизно на 50 морських миль (58 миль; 93 км) від початкового місця розвитку.  Послаблюючись, Палі досяг мінімальної широти 2,3°N, що робить його другим за найнижчою широтою тропічним циклоном у Західній півкулі після Тропічної депресії Nine-C, яка досягла мінімальної широти 2,2°N лише за два тижнів до цього.
| Зона низького тиску 6 січня. Зверніть увагу на організацію гроз навколо центру шторму. |
| File:Pali 2016-01-07 Suomi NPP.jpg                                                     |

| Розвивається конвекція обертається навколо центру, а вітер посилюється до тропічної штормової сили, що означає розвиток системи в тропічний шторм |
| File:Pali 2016-01-12 2135Z.jpg |

| Конвекція концентрується навколо центру циркуляції та посилюється, вказуючи на тенденцію посилення шторму |
| |

## Наслідки
На 19-й сесії Комітету з питань тропічних циклонів Всесвітньої метеорологічної організації (ВМО) у липні 2021 року Кірибаті повідомили, що ураган Палі мав серйозні наслідки в Кірибаті. Незважаючи на те, що Палі завдав значних матеріальних збитків, точна сума збитків не була вказана у звіті для ВМО. Через Палі вантажне судно сіло на мілину на узбережжі Кірибаті, вбивши чотирьох людей. Крім того, штормовий приплив Палі в поєднанні з весняним припливом і спричиненим Ель-Ніньйо підвищенням рівня моря вище середнього спричинив серйозні прибережні повені в Кірибаті, що завдало значної шкоди прибережній інфраструктурі острівної держави.